# Heliogomphus kalarensis
Heliogomphus kalarensis är en trollsländeart som beskrevs av Fraser 1934. Heliogomphus kalarensis ingår i släktet Heliogomphus och familjen flodtrollsländor. IUCN kategoriserar arten globalt som otillräckligt studerad. Inga underarter finns listade i Catalogue of Life.